# Établissements Fournier

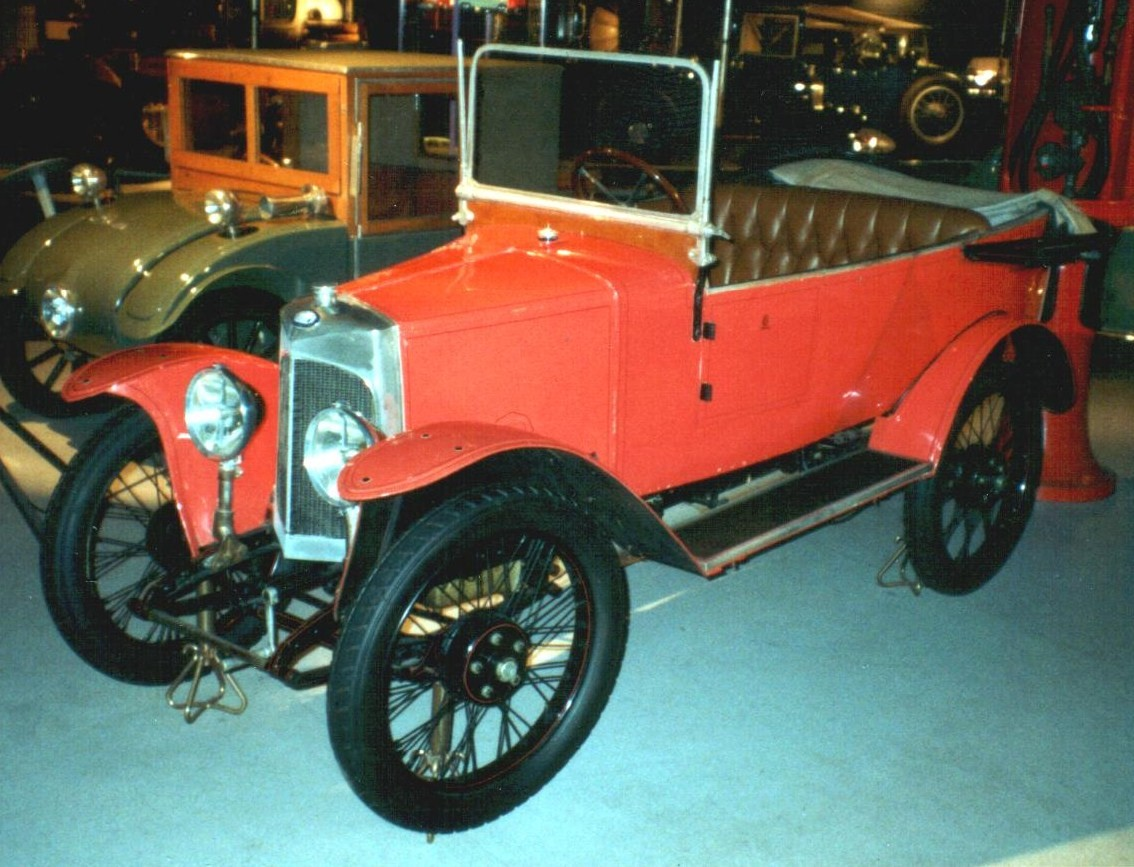
Baby Silvestre von 1919

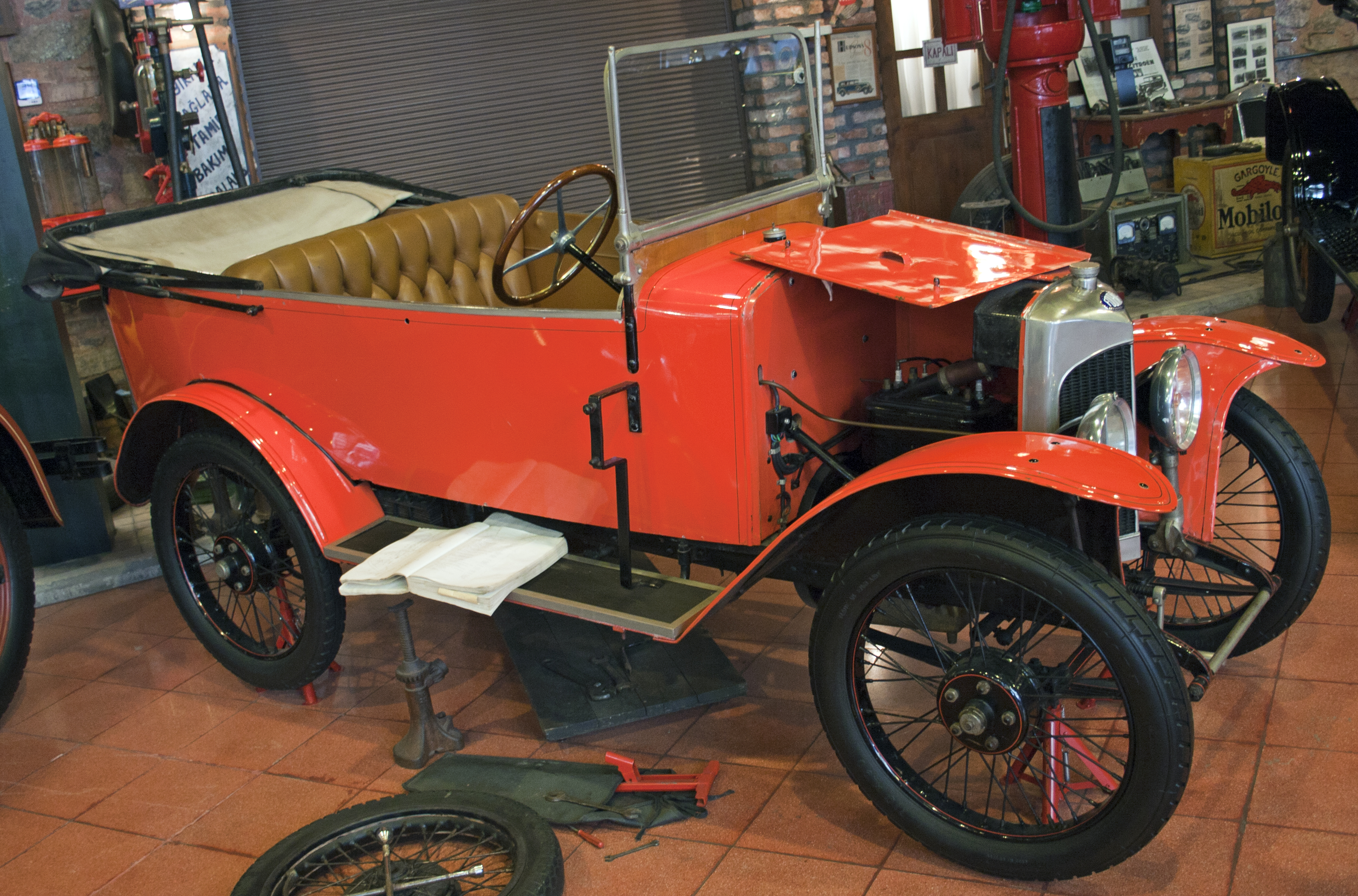
Baby Silvestre von 1919

Établissements Fournier war ein französischer Hersteller von Automobilen.

## Unternehmensgeschichte
Die Brüder Henri Fournier und Achille Fournier fertigten ab 1909 Fahrzeuge in Levallois-Perret. 1913 gründeten sie das Unternehmen SA Anciens Établissements Fournier. Der Markenname lautete zunächst Fournier. Nach dem Tod von Henri Fournier übernahm Victor Silvestre Ende 1918 das Unternehmen und änderte den Markennamen ab 1919 auf Baby-Silvestre. 1924 endete die Produktion.

## Fahrzeuge
Die ersten Fahrzeuge hatten einen V2-Motor von Train mit 880 cm³ Hubraum. Ab 1913 bestand das Angebot aus dem Einzylindermodell 6/8 CV sowie dem Vierzylindermodell 10 CV, beide mit einem Einbaumotor von Ballot. Nach dem Ersten Weltkrieg gab es weitere Modelle mit Motoren von Ballot, Ruby und Train.
Ein Fahrzeug dieser Marke war im Autotron Rosmalen in Rosmalen zu besichtigen.